# Lomariopsis tenuifolia
Lomariopsis tenuifolia är en ormbunkeart som först beskrevs av Nicaise Augustin Desvaux, och fick sitt nu gällande namn av Christ. Lomariopsis tenuifolia ingår i släktet Lomariopsis och familjen Lomariopsidaceae. Inga underarter finns listade.